# Jaroslava Jehličková
Jaroslava Jehličková (Checoslovaquia, 24 de marzo de 1942) es una atleta checoslovaca especializada en la prueba de 1500 m, en la que consiguió ser campeona europea en 1969.

## Carrera deportiva
En el Campeonato Europeo de Atletismo de 1969 ganó la medalla de oro en los 1500 metros, corriéndolos en un tiempo de 4:10.7 segundos que fue récord del mundo, llegando a meta por delante de la neerlandesa Maria Gommers y la italiana Paola Pigni (bronce con 4:12.0 segundos).